# Petra Chérie
Petra Chérie je talijanska strip serija koju je stvorio Attilio Micheluzzi.

## Pozadina
Stripovi su započeli 1977. godine, a prvi ga je objavio tjednik Il Giornalino. Sadrže pustolovine Petre de Karlowitz, najpoznatije kao Petra Chérie, dvadesetogodišnja francusko-poljska plemkinja koja se, nakon što je pet godina živjela u Kini, preselila u Sluis u Nizozemskoj, gdje se suočava s Prvim svjetskim ratom, kao i kulturne predrasude protiv pustolovnih i neovisnih žena. Od siječnja 1982. stripove je objavljivao mjesečnik Alter Alter. Tijekom godina objavljeno je i nekoliko antologijskih knjiga.